# Fin Argus
Pour les articles homonymes, voir Argus.
Steffan "Fin" Argus, né le 1er septembre 1998 à Des Plaines (Illinois), est un acteur et chanteur américain. Il est notamment connu pour ses rôles dans le drame Clouds et les séries télévisées The Commute, Queer as Folk et Total Eclipse.

## Carrière
En 2020, il tient le rôle principal du film biographique américain Clouds réalisé par Justin Baldoni, où il incarne le chanteur Zach Sobiech.
En 2022, il est à l'affiche de la série télévisée Queer as Folk, où il tient l'un des rôles principaux.

## Filmographie

### Cinéma
- 2020 : Clouds de Justin Baldoni : Zach Sobiech
- 2022 : Stay Awake de Jamie Sisley : Derek

### Télévision

#### Séries télévisées
- 2016–2017 : The Commute : Hansen (21 épisodes)
- 2017 : The Gifted : Jack
- 2018–2019 : Total Eclipse : Julian (12 épisodes)
- 2019 : Our House : Bo
- 2020 : Marvel : Les agents du SHIELD : Gordon (2 épisodes)
- 2022 : Queer as Folk : Mingus (rôle principal, 8 épisodes)